# Vita Andersen
Vita Andersen, född 29 oktober 1942 i Köpenhamn, död 20 juli 2021, var en dansk författare.
Andersen var dotter till Aage Neutzsky-Wulff och halvsyster till Erwin Neutzsky-Wulff. När Andersen växte upp placerades hon ofta utanför hemmet, på barnhem och i familjehem. Hon skrev utifrån sina egna erfarenheter, och hennes romaner handlar om barn och vuxnas svek mot barn.
Andersen var en mångsidig författare som skrev allt från dikter och noveller till romaner och barnböcker samt teaterpjäser. Hon var under en period gift med politikern Mogens Camre, med vilken hon har tre barn.

## Priser och utmärkelser
- Boghandlernes gyldne Laurbær 1979 för Hold kæft og vær smuk
- Kritikerpriset 1987 för Hva'for en hånd
- Søren Gyldendal-priset 1991
- Tagea Brandt Rejselegat 1993